# تيري كليفورد
تيري كليفورد هو سياسي كندي، ولد في 12 نوفمبر 1938. حزبياً، نشط في الحزب الكندي التقدمي المحافظ. وقد انتخب عضو مجلس العموم الكندي.